# 周锡瑞
周锡瑞（英語：Joseph W. Esherick，1942年—），美国汉学家、近代史学家，他和费正清、列文森及魏斐德等人曾共同学习。他历任俄勒冈大学、加州大学的中国近代史教授，现已退休。

## 生平
周锡瑞于1964年在哈佛大学获得本科学位，1971年在加州大学伯克利分校（UCB）获得Ph.D。1983年暑假，周锡瑞前往北京大学进行更深入的学习，后回到美国并在俄勒冈大学执教。1990年他转入加州大学圣地亚哥分校（UCSD），主要教授中国近代史相关课程，专门从事研究十九到二十世纪中国的社会发展及政治运动。
周锡瑞的论著《义和团运动的起源》（The Origins of the Boxer Uprising）获得了1987年费正清奖以及1989年列文森圖書獎。除去多本出版书籍外，周锡瑞也发表了多篇论文，论题主要集中在辛亥革命、蒋介石、及国共内战等方面。在他的观念中，经常被历史学家提及的好问题是“为什么？”，他相信：所有政治运动，包括义和团运动、辛亥革命，都是社会环境所造成的并被付诸于每一个个体。人们的政治观点通常和一些私事有联系，需要将它们解构到最深处才能发现其背后的原因和动机。
周锡瑞在北京大学进修时期，他受时为朋友的叶娃之托，为她的父亲，中国农科院研究员叶笃庄带咖啡，后来叶娃和周锡瑞在俄勒冈大学共同学习中国南部农村。不久之后周锡瑞会见了叶笃庄和他的另两位女儿，并在1984年迎娶叶娃为妻。
2011年，《叶：一个中国家庭的变迁史》出版，这是以周锡瑞的妻族叶氏为例的社会变迁史论著，是周锡瑞看到了他的岳父叶笃庄所撰写的回忆录后，在章开沅的帮助下开始撰写的。这本书采用了周锡瑞作为叶家女婿的角度来描述家族变迁，然而他也指出他写书的时候是以一个来自美国社会的局外人叙述了某些细节，这导致了这本书的中文版出版时受到以叶维丽为首的家族成员的质疑，并要求了出版社删去其中部分章节。

## 著作
- 《现代中国：一部革命的历史》（Modern China: The Story of a Revolution），第二作者Orville Schell，1972年Knopf and Vintage出版社出版
- ），1974年蘭登書屋出版社出版
- 《中国的改良与革命：辛亥革命在两湖》（Reform and Revolution in China: the 1911 Revolution in Hunan and Hubei），1976年加州大学出版社出版，中译本2007年江苏人民出版社出版
- 《义和团运动的起源》，1987年加州大学出版社出版，中译本2010年江苏人民出版社出版
- 《中国地方精神与主导形式》（Chinese Local Elites and Patterns of Dominance），第二作者Mary B. Rankin，1990年加州大学出版社出版
- ，1996年加州大学伯克利分校东亚史研究中心出版
- 《中国城市的重塑》（Remaking the Chinese City: Modernity and National Identity, 1900-1950），2000年夏威夷大学出版社出版
- 《叶：一个中国家庭的变迁史》，2011年加州大学出版社出版，中译本2014年陕西人民出版社出版[10]